# Gee Jon
Gee Jon (c. 1895 – 8 de fevereiro de 1924) foi um chinês, que foi a primeira pessoa nos Estados Unidos a ser executada através de câmara de gás.
Gee Jon era membro da Hip Sing Tong, uma organização criminosa de São Francisco, na Califórnia, tendo sido sentenciado à morte pelo assassinato de um membro idoso de outra gangue em Mina, no estado do Nevada.
Uma tentativa sem sucesso de bombear directamente gás venenoso para a sua cela na Prisão Estadual do Nevada levou ao desenvolvimento da câmara de gás.